# رامون گونزالس (بازیکن فوتبال)
رامون گونزالس (انگلیسی: Ramón González؛ زادهٔ ۲۵ نوامبر ۱۹۷۴) بازیکن فوتبال اهل اسپانیا است.
از باشگاه‌هایی که در آن بازی کرده‌است می‌توان به باشگاه فوتبال اتلتیکو مادرید، باشگاه فوتبال رئال مورسیا، باشگاه فوتبال رکریتیوو اوئلوا، باشگاه فوتبال رئال وایادولید، باشگاه فوتبال کوردوبا، باشگاه فوتبال لاس پالماس، باشگاه فوتبال خرز، و باشگاه فوتبال اتلتیکو مادرید بی اشاره کرد.
وی همچنین در تیم‌های ملی فوتبال زیر ۱۶ سال اسپانیا، زیر ۱۷ سال اسپانیا، زیر ۱۸ سال اسپانیا، زیر ۱۹ سال اسپانیا، و زیر ۲۱ سال اسپانیا بازی کرده‌است.